# Liste der Mitglieder des US-Repräsentantenhauses aus Oregon

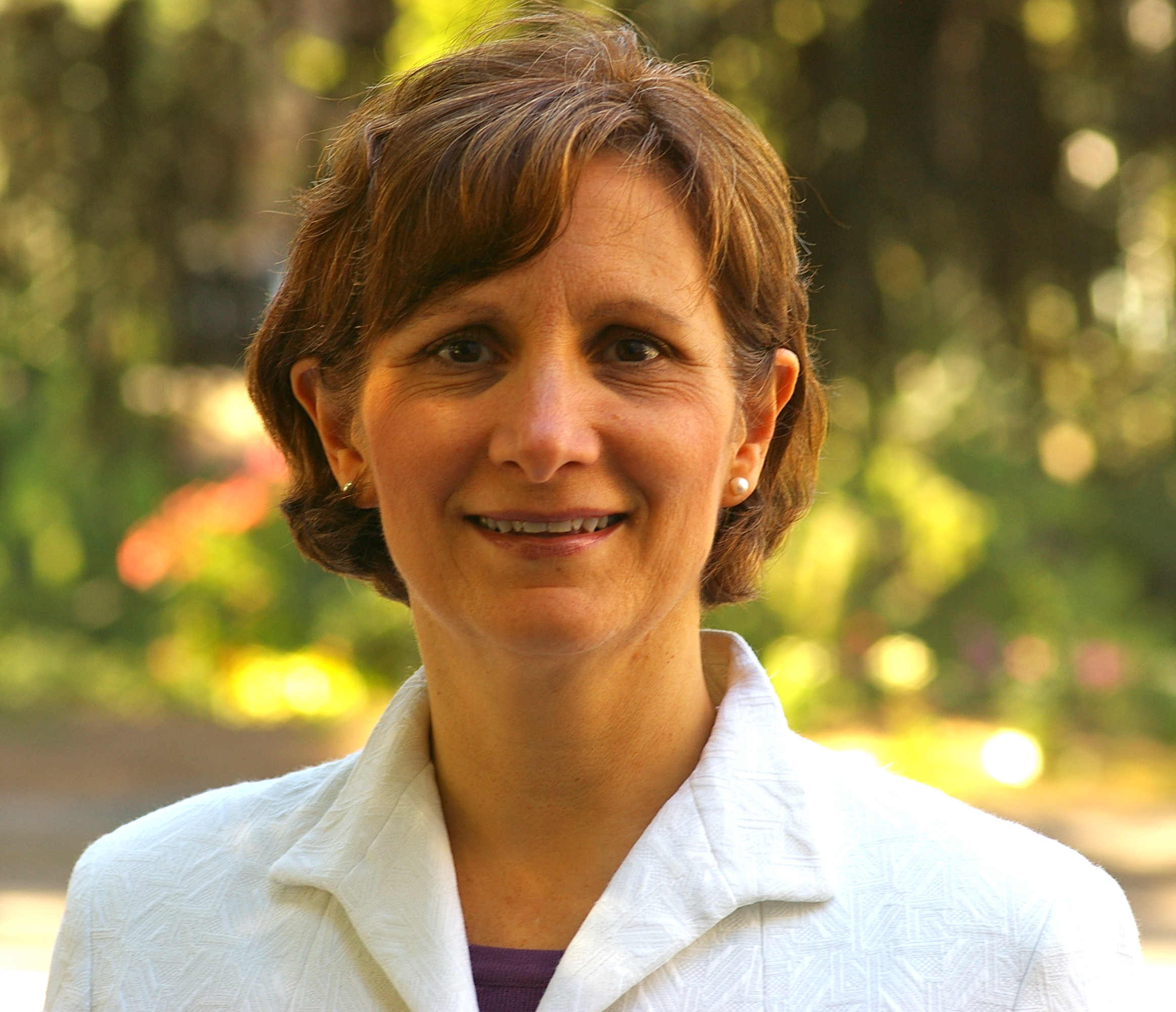
Suzanne Bonamici, derzeitige Vertreterin des ersten Kongresswahlbezirks von Oregon

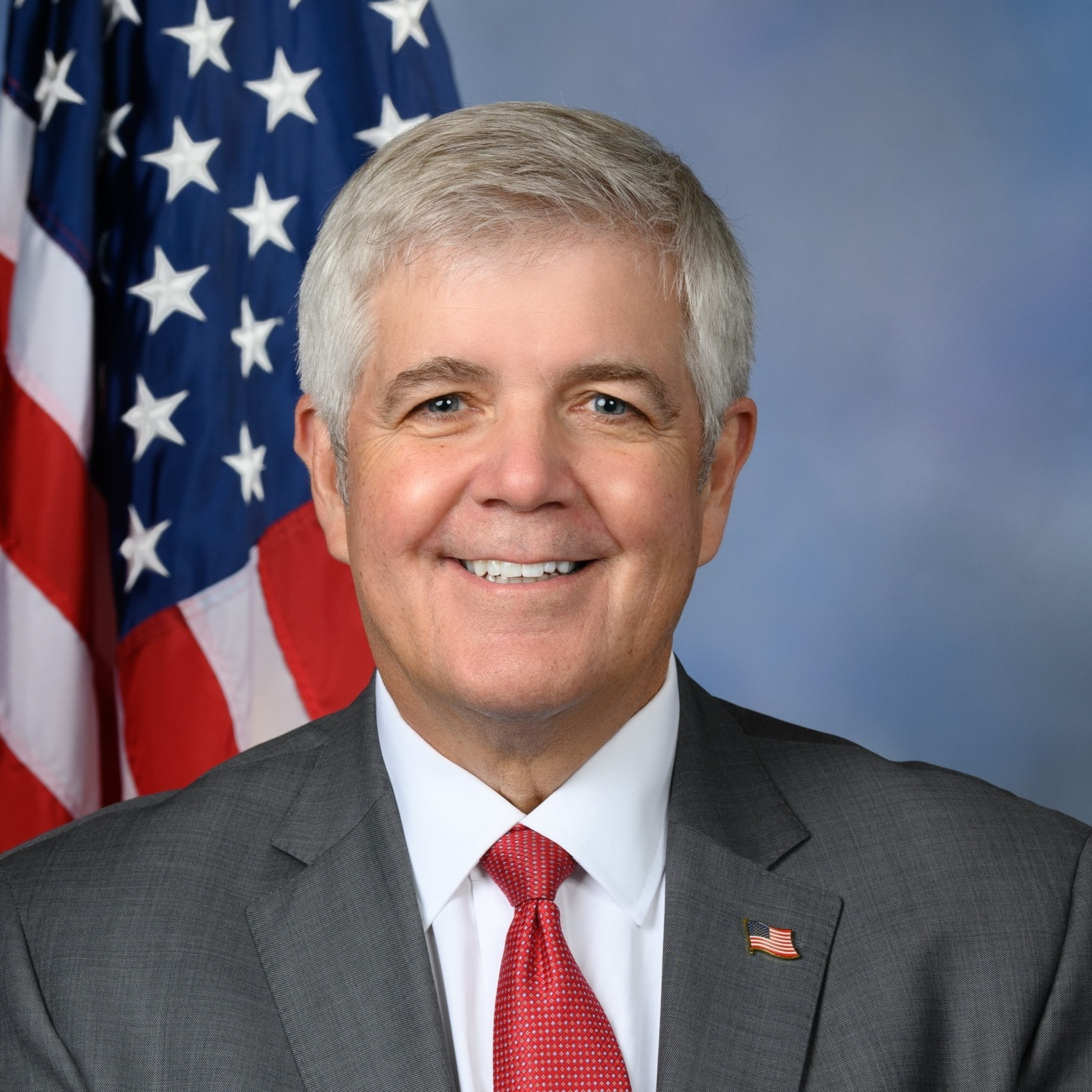
Cliff Bentz, derzeitiger Vertreter des zweiten Kongresswahlbezirks von Oregon

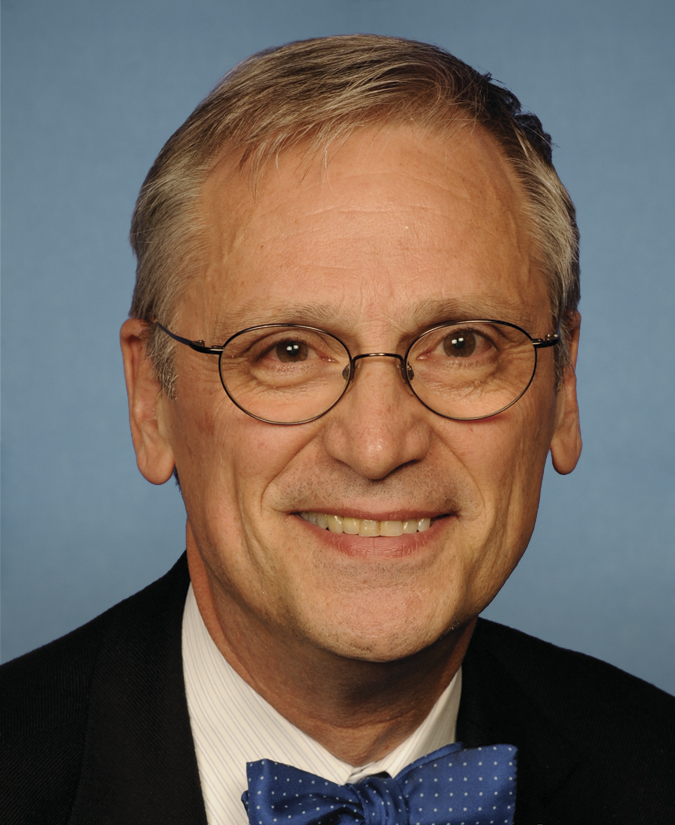
Earl Blumenauer, derzeitiger Vertreter des dritten Kongresswahlbezirks von Oregon

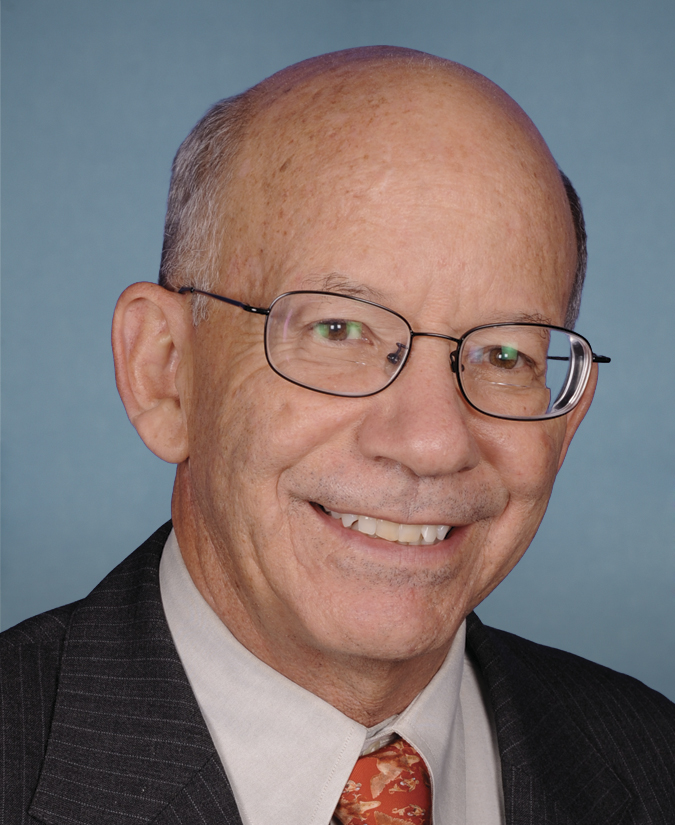
Peter DeFazio, derzeitiger Vertreter des vierten Kongresswahlbezirks von Oregon

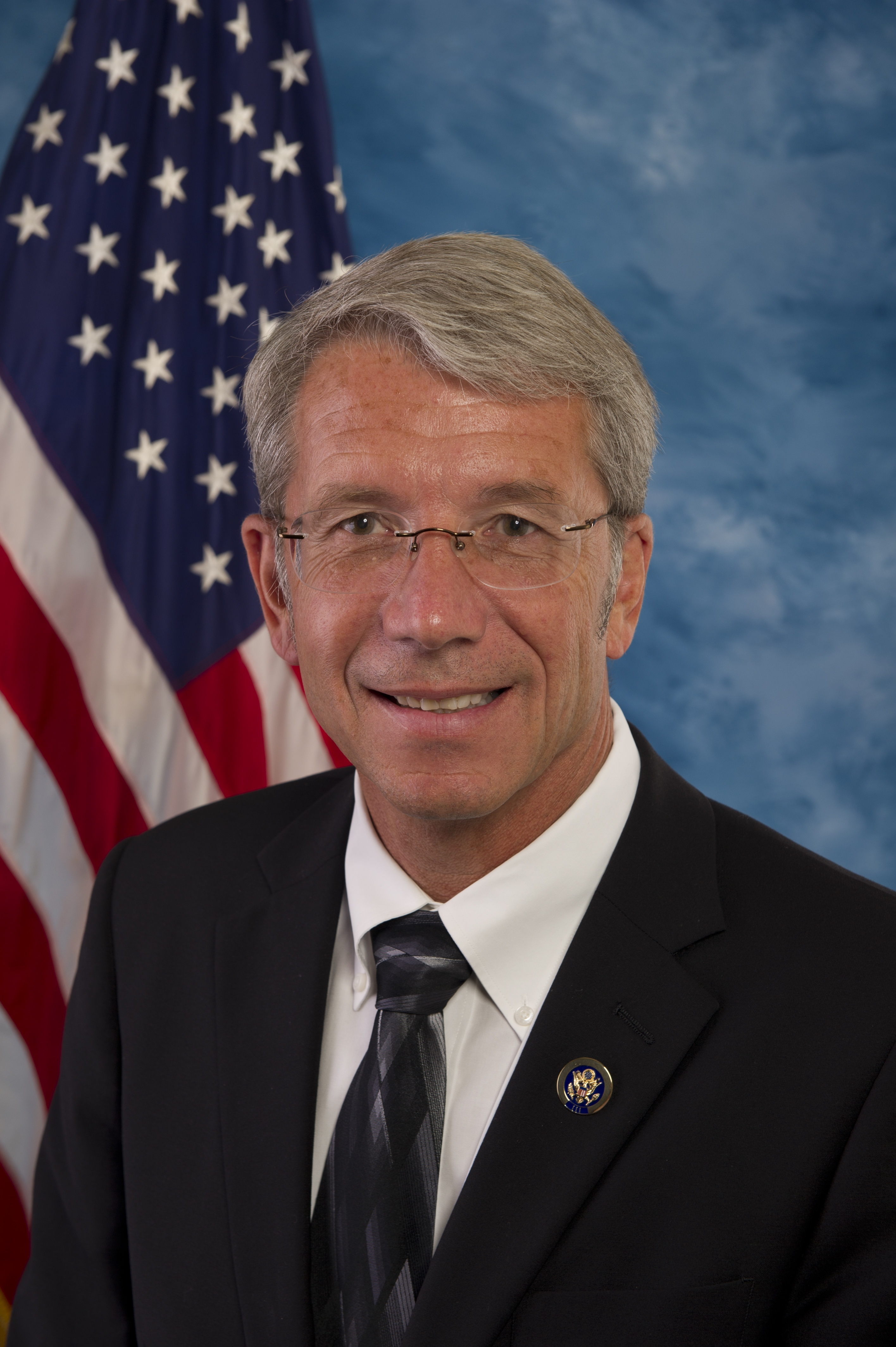
Kurt Schrader, derzeitiger Vertreter des fünften Kongresswahlbezirks von Oregon

Diese Liste führt alle Politiker auf, die seit 1849 für Oregon dem Repräsentantenhaus der Vereinigten Staaten angehört haben.

## Oregon-Territorium (1849–1859)
Das Oregon-Territorium entsandte in der Zeit von 1849 bis 1859 zwei Kongressabgeordnete. 
| Name                  | Amtszeit  | Partei   | Lebensdaten                      |
| --------------------- | --------- | -------- | -------------------------------- |
| Samuel Royal Thurston | 1849–1851 | Demokrat | 17. April 1815–6. April 1851     |
| Joseph Lane           | 1851–1859 | Demokrat | 14. Dezember 1801–19. April 1881 |

## Bundesstaat Oregon (seit 1859)

### 1. Distrikt
Der 1. Distrikt entsandte ab 1859 folgende Kongressabgeordnete:
| Name                         | Amtszeit  | Partei       | Lebensdaten                           |
| ---------------------------- | --------- | ------------ | ------------------------------------- |
| La Fayette Grover            | 1859      | Demokrat     | 29. November 1823–10. Mai 1911        |
| Lansing Stout                | 1859–1861 | Demokrat     | 27. März 1828–4. März 1871            |
| Andrew Jackson Thayer        | 1861      | Demokrat     | 27. November 1818–28. April 1873      |
| George Knox Shiel            | 1861–1863 | Demokrat     | 1825–12. Dezember 1893                |
| John Rogers McBride          | 1863–1865 | Republikaner | 22. August 1832–20. Juli 1904         |
| James Henry Dickey Henderson | 1865–1867 | Republikaner | 23. Juli 1810–13. Dezember 1885       |
| Rufus Mallory                | 1867–1869 | Republikaner | 10. Januar 1831–30. April 1914        |
| Joseph Showalter Smith       | 1869–1871 | Demokrat     | 20. Juni 1824–13. Juli 1884           |
| James Harvey Slater          | 1871–1873 | Demokrat     | 28. Dezember 1826–28. Januar 1899     |
| Joseph Gardner Wilson        | 1873      | Republikaner | 13. Dezember 1826–2. Juli 1873        |
| James Willis Nesmith         | 1873–1875 | Demokrat     | 23. Juli 1820–17. Juni 1885           |
| George Augustus La Dow       | 1875      | Demokrat     | 18. März 1826–1. Mai 1875             |
| Lafayette Lane               | 1875–1877 | Demokrat     | 12. November 1842–23. November 1896   |
| Richard Williams             | 1877–1879 | Republikaner | 15. November 1836–19. Juni 1914       |
| John Whiteaker               | 1879–1881 | Republikaner | 4. Mai 1820–2. Oktober 1902           |
| Melvin Clark George          | 1881–1885 | Republikaner | 13. Mai 1849–22. Februar 1933         |
| Binger Hermann               | 1885–1897 | Republikaner | 19. Februar 1843–15. April 1926       |
| Thomas H. Tongue             | 1897–1903 | Republikaner | 23. Juni 1844–11. Januar 1903         |
| Binger Hermann               | 1903–1907 | Republikaner | 19. Februar 1843–15. April 1926       |
| Willis Chatman Hawley        | 1907–1933 | Republikaner | 5. Mai 1864–24. Juli 1941             |
| James Wheaton Mott           | 1933–1945 | Republikaner | 12. November 1883–12. November 1945   |
| Albin Walter Norblad Jr.     | 1935–1964 | Republikaner | 12. September 1908–20. September 1964 |
| Wendell Wyatt                | 1964–1975 | Republikaner | 15. Juni 1917–28. Januar 2009         |
| Les AuCoin                   | 1975–1993 | Demokrat     | * 21. Oktober 1942                    |
| Elizabeth Furse              | 1993–1999 | Demokrat     | 13. Oktober 1936–18. April 2021       |
| David Wu                     | 1999–2012 | Demokrat     | * 8. April 1955                       |
| Suzanne Marie Bonamici       | seit 2012 | Demokrat     | * 14. Oktober 1954                    |

### 2. Distrikt
Der 2. Distrikt wurde nach dem Zensus von 1890 gegründet. Ab 1893 vertraten ihn bislang folgende Kongressabgeordnete.
| Name                    | Amtszeit  | Partei       | Lebensdaten                       |
| ----------------------- | --------- | ------------ | --------------------------------- |
| William Russell Ellis   | 1893–1899 | Republikaner | 23. April 1850–18. Januar 1915    |
| Malcolm Adelbert Moody  | 1899–1903 | Republikaner | 30. November 1854–19. März 1925   |
| John Newton Williamson  | 1903–1907 | Republikaner | 8. November 1855–29. August 1943  |
| William Russell Ellis   | 1907–1911 | Republikaner | 23. April 1850–18. Januar 1915    |
| Abraham Walter Lafferty | 1911–1913 | Republikaner | 10. Juni 1875–15. Januar 1964     |
| Nicholas John Sinnott   | 1913–1929 | Republikaner | 6. Dezember 1870–20. Juli 1929    |
| Robert Reyburn Butler   | 1929–1933 | Republikaner | 24. September 1881–7. Januar 1933 |
| Walter Marcus Pierce    | 1933–1943 | Demokrat     | 30. Mai 1861–27. März 1954        |
| Lowell Stockman         | 1943–1953 | Republikaner | 12. April 1901–9. August 1962     |
| Samuel Harrison Coon    | 1953–1957 | Republikaner | 15. April 1903–8. Mai 1980        |
| Albert Conrad Ullman    | 1957–1981 | Demokrat     | 9. März 1914–11. Oktober 1986     |
| Dennis Alan Smith       | 1981–1983 | Republikaner | * 19. Januar 1938                 |
| Robert Freeman Smith    | 1983–1995 | Republikaner | 16. Juni 1931–21. September 2020  |
| Wester Shadric Cooley   | 1995–1997 | Republikaner | 28. März 1932–4. Februar 2015     |
| Robert Freeman Smith    | 1997–1999 | Republikaner | * 16. Juni 1931                   |
| Gregory Paul Walden     | 1999–2021 | Republikaner | * 10. Januar 1957                 |
| Cliff Stewart Bentz     | seit 2021 | Republikaner | * 12. Januar 1952                 |

### 3. Distrikt
Der 3. Distrikt wurde nach dem Zensus von 1910 gegründet. Ab 1913 vertraten ihn bislang folgende Kongressabgeordnete.
| Name                        | Amtszeit  | Partei       | Lebensdaten                        |
| --------------------------- | --------- | ------------ | ---------------------------------- |
| Abraham Walter Lafferty     | 1913–1915 | Republikaner | 10. Juni 1875–15. Januar 1964      |
| Clifton Nesmith McArthur    | 1915–1923 | Republikaner | 10. Juni 1879–9. Dezember 1923     |
| Elton Watkins               | 1923–1925 | Demokrat     | 6. Juli 1881–24. Juni 1956         |
| Maurice Edgar Crumpacker    | 1925–1927 | Republikaner | 19. Dezember 1886–24. Juli 1927    |
| Franklin Frederick Korell   | 1927–1931 | Republikaner | 23. Juli 1889–7. Juni 1965         |
| Charles Henry Martin        | 1931–1935 | Demokrat     | 1. Oktober 1863–26. September 1946 |
| William Alexander Ekwall    | 1935–1937 | Republikaner | 14. Juni 1887–16. Oktober 1956     |
| Nan Wood Honeyman           | 1937–1939 | Demokrat     | 15. Juli 1881–10. Dezember 1970    |
| Homer Daniel Angell         | 1939–1955 | Republikaner | 12. Januar 1875–31. März 1968      |
| Edith Louise Starrett Green | 1955–1975 | Demokrat     | 17. Januar 1910–21. April 1987     |
| Robert Blackford Duncan     | 1975–1981 | Demokrat     | 4. Dezember 1920–29. April 2011    |
| Ronald Lee Wyden            | 1981–1996 | Demokrat     | * 3. Mai 1949                      |
| Earl Francis Blumenauer     | seit 1996 | Demokrat     | * 16. August 1948                  |

### 4. Distrikt
Der 4. Distrikt wurde nach dem Zensus von 1940 gegründet. Ab 1943 vertraten ihn bislang folgende Kongressabgeordnete.
| Name                    | Amtszeit  | Partei       | Lebensdaten                        |
| ----------------------- | --------- | ------------ | ---------------------------------- |
| Mathew Harris Ellsworth | 1943–1957 | Republikaner | 17. September 1899–7. Februar 1986 |
| Charles Orlando Porter  | 1957–1961 | Demokrat     | 4. April 1919–1. Januar 2006       |
| Edwin Russell Durno     | 1961–1963 | Republikaner | 26. Januar 1899–20. November 1976  |
| Robert Blackford Duncan | 1963–1967 | Demokrat     | 4. Dezember 1920–29. April 2011    |
| John Richard Dellenback | 1967–1975 | Republikaner | 6. November 1918–7. Dezember 2002  |
| James Howard Weaver     | 1975–1987 | Demokrat     | 8. August 1927–6. Oktober 2020     |
| Peter Anthony DeFazio   | seit 1987 | Demokrat     | * 27. Mai 1947                     |

### 5. Distrikt
Der 5. Distrikt wurde nach dem Zensus von 1980 gegründet. Ab 1983 vertraten ihn bislang folgende Kongressabgeordnete.
| Name                     | Amtszeit  | Partei       | Lebensdaten         |
| ------------------------ | --------- | ------------ | ------------------- |
| Dennis Alan Smith        | 1983–1991 | Republikaner | * 19. Januar 1938   |
| Michael Joseph Kopetski  | 1991–1995 | Demokrat     | * 27. Oktober 1949  |
| James Bunn               | 1995–1997 | Republikaner | * 12. Dezember 1956 |
| Darlene Kay Olson Hooley | 1997–2009 | Demokrat     | * 4. April 1939     |
| Walter Kurt Schrader     | seit 2009 | Demokrat     | * 19. Oktober 1951  |

### 6. Distrikt
Der 6. Distrikt wurde nach dem Zensus von 2020 gegründet. Ab 2023 vertraten ihn bislang folgende Kongressabgeordnete.
| Name           | Amtszeit  | Partei   | Lebensdaten        |
| -------------- | --------- | -------- | ------------------ |
| Andrea Salinas | seit 2023 | Demokrat | * 6. Dezember 1969 |